# Iso Hirvaslampi
Iso Hirvaslampi är en sjö i kommunen Posio i landskapet Lappland i Finland. Arean är 42 hektar och strandlinjen är 4,03 kilometer lång. Sjön  ingår i Kemi älvs huvudavrinningsområde.   Den ligger omkring 100 kilometer öster om Rovaniemi och omkring 710 kilometer norr om Helsingfors. 
Iso Hirvaslampi ligger väster om Nolimo. 